# Polícar
Polícar est une commune de la communauté autonome d'Andalousie, dans la province de Grenade, en Espagne.

## Administration
| Période                                  | Période  | Identité                | Étiquette | Qualité |
| ---------------------------------------- | -------- | ----------------------- | --------- | ------- |
| 2019                                     | En cours | Marcos Navarro González | PP        |         |
| Les données manquantes sont à compléter. |          |                         |           |         |